# Xuchang
Xuchang (许昌; pinyin: Xǔchāng) er en kinesisk by på præfekturniveau i provinsen Henan i det centrale Kina. 	Præfekturet dækker et areal på 4.996 km2 og har en befolkning på omkring 4,5 millioner mennesker (2004).

## Administrative enheder
Xuchang består af et bydistrikt, tre amter og to byamter:
- Bydistriktet Weidu (魏都区), 67 km², 380 000 indbyggere, sæde for lokalregeringen;
- Amtet Xuchang (许昌县), 1 002 km², 800 000 indbyggere;
- Amtet Yanling (鄢陵县), 866 km², 620 000 indbyggere;
- Amtet Xiangcheng (襄城县), 920 km², 780 000 indbyggere;
- Byamtet Yuzhou (禹州市), 1 472 km², 1,19 millioner indbyggere;
- Byamtet Changge (长葛市), 650 km², 690 000 indbyggere.

## Trafik

### Jernbane
Jingguangbanen, som er linjen mellem Beijing i nord og Guangzhou i syd, har station her. Denne stærkt trafikerede jernbanelinje passerer blandt andet også Baoding, Shijiazhuang, Handan, Anyang,  Zhengzhou, Wuhan, Changsha og Shaoguan. 

### Vej
Kinas rigsvej 107 fører gennem området. Den løber fra Beijing til Shenzhen (ved Hongkong og passerer  provinshovedstæderne Shijiazhuang, Zhengzhou, Wuhan, Changsha og Guangzhou.
Kinas rigsvej 311 fører gennem området. Den begynder i Xuzhou, løber gennem provinsen Anhui og videre ind i Henan, hvor den ender i amtet Xixia.
34°02′N 113°49′Ø / 34.033°N 113.817°Ø